# Cher at the Colosseum
A Cher at the Colosseum Cher amerikai énekesnő egyik koncertturnéja. 2008 májusában kezdődött, de a kezdést az énekesnő már márciusban bejelentette Oprah Winfrey showjában. A 2008 közepén kezdődött show a Billboard legtöbb bevételt hozó turnék listájának #1-#5 helyéig mozog, ez is mutatja, mennyire népszerű a koncertsorozat. A nézőknek soha nem látott vizuális élményekben van részük, húsz táncossal és légi akrobatákkal, illetve Cher több mint tíz jelmezével. A shownak a Las Vegas-i Colosseum ad otthont. Eddig négy szakasz ment végbe. A tervek szerint a show 2010-2011-ben világ körüli turné követi.

## Műsor
1. Opening: Hologram Cherről a kivetítőn
2. I Still Haven’t Found What I'm Looking For
3. Song for the Lonely
  - Monológ
  - I’ve Gotta Be Me (Videobejátszás)
4. All or Nothing
5. I Found Someone
  - Légiakrobaták táncos bemutatója
6. Love Is a Battlefield
  - It’s the Little Things (Videobejátszás)
7. The Beat Goes On (duet Sonnyval)
8. All I Really Want to Do
  - Grand Canyon Monológ
  - Indián stílusú táncos bemutató
9. Half-Breed
  - Cigány stílusú táncos bemutató
10. Gypsys, Tramps & Thieves
11. Dark Lady
  - Disco táncos bemutató
  - Burn Baby Burn
12. Take Me Home Medley:
  - Don’t Leave Me This Way
  - Take Me Home
  - Sunny (Videobejátszás)
13. Love Hurts
14. The Way of Love
  - Cher a filmekben (Videobejátszás)
15. After All
  - Légiakrobata-táncos bemutató
16. Walking in Memphis
17. Let the Good Times Roll
18. The Shoop Shoop Song
  - Ain’t Nobody’s Business (Videobejátszás)
19. Strong Enough
20. If I Could Turn Back Time
  - Cher élete képekben a kivetítőn
21. Believe

## Közreműködők
- Fővokál: Cher
- Zenei rendező: Doriana Sanchez
- Kosztümtervező: Bob Mackie

### Zene
- Háttérvokál: Stacy Campbell
- Háttérvokál: Jenny Douglas-McRae
- Zenei szervező/billentyűs/háttérvokál: Paul Mirkovich
- Gitár/háttérvokál: David Barry
- Dob: Mark Schulman
- Billentyűs: Darrell Smith
- Basszus: Alexander (Sasha) Krivstov

### Táncosok
- Táncos kapitány: Kevin Wilson
- Légi akrobata kapitány: Dreya Weber
- Légi akrobata: Sagiv Ben Binyamin
- Légi akrobata: Katia Sereno
- Légi akrobata: Maximiliano Torandell
- Táncos: Suzanne Easter
- Táncos: Marlon Pelayo
- Táncos: Tyne Stecklein
- Táncos: Bubba Carr
- Táncos: Jamal Story
- Táncos: Michele Martinez
- Táncos: Tovaris Wilson
- Táncos: Melissa Cabrera
- Táncos: Jaymz Tuaileva
- Táncos: Clare Turton
- Táncos: Scott Fowler
- Táncos: Melanie Lewis
- Táncos: Sumayah McRae